# تالارا
تالارا (به اسپانیایی: Talara) یک شهر در پرو است که در Talara Province واقع شده‌است.

## خصوصیات
تالارا ۱۱ متر بالاتر از سطح دریا واقع شده‌است.

## خواهرخوانده
شهر پایتا خواهرخواندهٔ تالارا هست.